# Авіт
Марк Мецілій Флавій Епархій Авіт (лат. Marcus Maecilius Flavius Eparchius Avitus — * бл. 385 — † 457) — імператор Західної Римської імперії у 455 — 456 роках.

## Походження
Авіт походив з багатої римо-галльської сім'ї і народився бл. 385 року у Оверні. Зробив військову кар'єру. У 420 служить майбутньому імператору  Констанцію III та має перші контакти з вестготським королівським двором у Тулузі. У 430 — 435 був соратником Аеція, поки у 437 не отримав сам пост Magister militum у Галлії. Через свої дипломатичні здібності заключає мирний договір з королем вестготів Теодоріхом I, а пізніше навіть створює союз проти гунів, які в той час спустошували Європу. Авіт потім покидає державну службу і повертається у своє помістя. Петроній Максим у 455 стає імператором. Він викликає Авіта до себе і призначає його головним начальником кавалерії і піхоти в Галлії і також знову використовує дипломатичні зв'язки Авіта з вестготами, щоби стабілізувати імперію.
Однак на Рим нападають вандали і Петроній Максим, не змігши від них відбитися, гине 31 травня 455. Молодий вестготський король Теодоріх ІІ робить тиск на Авіта, щоб той став імператором, обіцяючи підтримку свого народу. 9 липня того ж року в Арлі на зборах представників семи галльських провінцій Авіта був проголошено імператором.

## Правління
Однак імператор східної римської імперії Маркіан формально не визнає Авіта. З другої сторони його панування здавалося певним — як у Галлії так і у союзників він мав повну підтримку. Проте в Італії, ні римський сенат, ні самі римляни не визнали Авіта, і хотіли висунути із своїх рядів іншого, свого імператора.
У провінції також, у цей час, прийшла інша небезпека — вандали виступили на 60 кораблях у Тірренському морі та перерізали постачання Риму продуктами. У Іспанії лютували свеби. Для придушення свебів Авіт шукає підтримки у Теодоріха ІІ. Для усунення морської небезпеки він призначає відповідальним германського офіцера Флавія Ріцімера.
Однак, все це вимагало значних фінансових витрат. Авіт починає переплавляти бронзові статуї в Римі на монети. Це не подобається сенаторам. Вони вступають в таємні переговори з полководцем-варваром Ріцімером, на якого Авіт і поклав оборону Італії. У 456 році Ріцімер підняв повстання. 6 жовтня 456 року, після короткого опору Авіт відмовився від влади. Ріцімер хотів вислати його з країни, але римський сенат зажадав його смерті. Авіт намагався утекти до Галлії, але по дорозі захворів і на початку 457 року помер.

## Спадщина
Карл I Великий був його прямим нащадком.